# マイヤーソン徴候
マイヤーソン徴候（マイヤーソンちょうこう、英：Myerson's sign）は、神経学における症候の一つ。
眉間をハンマーや指で軽く叩くと、正常では両側眼輪筋の収縮すなわち瞬目（しゅんもく、まばたきのこと）が起こる。これを眉間反射（glabellar reflex）という。これを何度も行ううちに眼輪筋の収縮は弱くなり、数回のうちに収縮しなくなるのが正常の反応である。
しかしパーキンソン症候群などの場合この反射が亢進し、何度叩いても瞬目が起こるようになる。これをマイヤーソン徴候と呼ぶ。これは原始反射で、乳幼児では正常にみられるが、成人では前頭葉からの抑制がかかって普通は見られない。しかし何らかの原因で抑制が解除されると、成人でもこの反射が出現するようになる。パーキンソン症候群やパーキンソン病で主徴候ではないが、補助的診断として行う。ただし、神経質な人の場合は正常でもこのような症状が出るため、注意が必要である。
パーキンソン症候群の患者と健常対照者の比較試験では、感度は比較的高い (83.3%) ものの特異度に欠ける (47.5%)との報告がある。
| 疾患または症候群   | 感度 | 特異度 | 陽性的中率 |
| パーキンソン症候群 | 83.3 | 47.5   | 70.4       |
| パーキンソン病     | 80.5 | 47.5   | 61.1       |
| 進行性核上性麻痺   | 91.7 | 47.5   | 34.4       |
| 多系統萎縮症       | 85.7 | 47.5   | 22.2       |
| ------------------ | ---- | ------ | ---------- |

## 注
1. ↑  Thomas, RJ (Jun 1994). “Blinking and the release reflexes: are they clinically useful?”. J Am Geriatr Soc 42 (6):  609-613. PMID 8201145.
2. 1 2  Brodsky, H; DatVuong, K; Thomas, M; Jankovic, J (Sep 2004). “Glabellar and palmomental reflexes in parkinsonian disorders” (full text). Neurology 63 (6):  1096-1098. doi:10.1212/01.WNL.0000140249.97312.76. PMID 15452308.